# Hans Hermann Hupfeld
Hans-Hermann Hupfeld (Klein-Varchow, Alemanha, 28 de novembro de 1905 — Cáucaso, 11 de novembro de 1942) foi um físico alemão conhecido por seu trabalho sobre a dispersão dos raios gama. Hupfeld foi doutor em física e trabalhou junto ao Prof. Dr. Otto Hahn, no então Kaiser Wilhelm Institut, em Berlim. Sua principal contribuição em física, entre outros, "The Meitner-Hupfeld effect" (Lise Meitner trabalhou junto com Otto Hahn).